# Bonnœuvre
Bonnœuvre korábbi község Franciaországban, Loire-Atlantique megyében. 2018. január 1-jén öt másik községgel egyesült és Vallons-de-l’Erdre új község része lett.
Lakosainak száma 559 fő (2018. január 1.). Bonnœuvre Saint-Sulpice-des-Landes, Pannecé, Maumusson, Riaillé és Saint-Mars-la-Jaille községekkel határos.

## Népesség
A település népességének változása:
| Lakosok száma | 566  | 524  | 521  | 532  | 506  | 562  | 568  | 560  | 558  | 559  |
|               | 1968 | 1975 | 1982 | 1990 | 1999 | 2011 | 2013 | 2015 | 2017 | 2018 |